# Дифтонг
Дифто́нг (др.-греч. δί-φθογγον, δί-φθογγος от др.-греч. δίς (δῐ-) — «дважды», «двукратно» и φθόγγος — «голос», «звук», буквально — «с двумя звуками» или «с двумя тонами») — звуки, артикуляция которых подразумевает переход от одного гласного звукотипа к другому. Обычно в составе дифтонгов один из компонентов является слоговым, а прочие — нет. Если слоговым является первый компонент, то такой дифтонг называется нисходящим, если второй — восходящим. В роли неслоговых компонентов чаще всего выступают неслоговые соответствия закрытым гласным, то есть [w] и [j], например, в английском kite ([kaɪt], «воздушный змей»), low ([loʊ], «низкий»); однако встречаются и другие варианты, например в древнеанглийском языке были нисходящие дифтонги [æa] и [æo]. Изредка встречаются равновесные дифтонги, например, в латышском или нивхском языке.
Следует различать фонетические и фонологические дифтонги. Так, фонетически дифтонгами являются, например, звуковые комплексы в конце русских слов «сильный», «большой», но фонологически их следует анализировать как сочетания гласного с согласным /j/. В каждом случае анализ зависит от конкретного языка.
На письме часто обозначаются диграфами — устойчивыми сочетаниями двух букв, читаемыми одинаково практически во всех случаях. При этом произношение букв не всегда совпадает с их чтением согласно алфавиту. Например, в немецком языке есть дифтонг ⟨eu⟩. Согласно алфавиту, «е» обозначает звук «э», а «u» обозначает звук «у», но дифтонг произносится как «ой»: Euro (евро) произносится как [`ойро].
В большинстве языков мира дифтонгов нет.

## Чешский
В чешском языке существует три дифтонга:
- /aʊ̯/ как в auto (почти исключительно в словах иностранного происхождения)
- /eʊ̯/ как в euro (только в словах иностранного происхождения)
- /oʊ̯/ как в koule

Группы гласных «ia», «ie», «ii», «io» и «iu» в иностранных словах не рассматриваются как дифтонги, они произносятся со звуком /j/ между гласными: [ɪja, ɪjɛ, ɪjɪ, ɪjo, ɪju].

## Нидерландский
Дифтонги в нидерландском:
- /ai/ как в слове draai
- /ei/ как в слове zee
- /eu/ как в слове sneeuw
- /iu/ как в слове nieuw
- /oi/ как в слове mooi
- /ɛi/ как в слове eikel, ijs
- /ʌu/ как в слове koude
- /œʏ/ как в слове huis

## Английский
Дифтонги в общеамериканском варианте английского языка:
- /aʊ/ как в слове house
- /aɪ/ как в слове kite
- /eɪ/ как в слове same
- /oʊ/ как в слове tone
- /ɔɪ/ как в слове join

Дифтонги в received pronunciation:
- /əʊ/ как в слове hope
- /aʊ/ как в слове house
- /aɪ/ как в слове kite
- /eɪ/ как в слове same
- /ɔɪ/ как в слове join
- /ɪə/ как в слове fear
- /ɛə/ как в слове hair (В современном произношении это обычно долгий гласный /ɛː/.)
- /ʊə/ как в слове poor

Последние три дифтонга также существуют в бостонском произношении.
(Подробнее см. en:International Phonetic Alphabet for English)
Аллофоны дифтонгов /aʊ/ и /aɪ/ в канадском английском (см :
- [əʊ] как в слове house
- [əɪ] как в слове kite

Дифтонги в австралийском английском (см.):
- /əʉ/ как в слове hope
- /æɔ/ как в слове house
- /ɑe/ как в слове kite
- /æɪ/ как в слове same
- /oɪ/ как в слове join
- /ɪə/ как в слове fear

## Армянский
Дифтонги в армянском языке:
- /jɑ/  / յա /  как в слове սենյակ (sɛnjɑk)
- /jɛ/  / յէ /    как в слове երազ (jɛɾɑz)
- /jə/  / յը /   как в слове հայը (hɑjə)
- /ji/  / յի /    как в слове մայիս (mɑjis)
- /jo/  / յո /   как в слове յօթը (jotʰə)
- /ju/  / յու /  как в слове կայուն (kɑjun)
- /aj/  / այ /  как в слове մայր (majɾ)
- /ej/  / էյ /    как в слове թէյ (tʰej)
- /uj/  / ույ /  как в слове քույր (kʰujɾ)

## Фарерский
Дифтонги в фарерском языке:
- /ai/ как в слове bein (также может быть кратким)
- /au/ как в слове havn
- /ɛa/ как в слове har, mær
- /ɛi/ как в слове hey
- /ɛu/ как в слове nevnd
- /œu/ как в слове nøvn
- /ʉu/ как в слове hús
- /ʊi/ как в слове mín, bý, ið (также может быть кратким)
- /ɔa/ как в слове ráð
- /ɔi/ как в слове hoyra (также может быть кратким)
- /ɔu/ как в слове sól, ovn

## Финский
Дифтонги в финском языке:
- /ai/ как в слове laiva «корабль»
- /ei/ как в слове keinu «качели»
- /oi/ как в слове poika «мальчик»
- /ui/ как в слове uida «плавать»
- /yi/ как в слове lyijy «свинец»
- /æi/ как в слове äiti «мать»
- /øi/ как в слове öisin «по ночам»
- /au/ как в слове rauha «мир»
- /eu/ как в слове leuto «мягкий»
- /iu/ как в слове viulu «скрипка»
- /ou/ как в слове koulu «школа»
- /ey/ как в слове leyhyä «струиться»
- /iy/ как в слове siistiytyä «приводить себя в порядок»
- /æy/ как в слове täysi «полный»
- /øy/ как в слове löytää «находить»
- /ie/ как в слове kieli «язык»
- /uo/ как в слове suo «болото»
- /yø/ как в слове yö «ночь»

## Латышский
В современном латышском языке существуют 10 дифтонгов (латыш. «divskanis» — дифтонг):
- / ie / как в слове iela «улица»
- / uo / как в слове skola «школа»
- / ai / как в слове laiva «лодка»
- / au / как в слове auto «авто»
- / ei / как в слове meita «дочь»
- / iu / как в слове triumfs «триумф»
- / oi / как в слове boikots «бойкот» (только в заимствованиях)
- / ou / (только в заимствованиях)
- / ui / как в слове puika «мальчик»
- / eu / как в местоимении tev «тебе»

## Эстонский
Дифтонги в эстонском языке:
нисходящие
- /ae/ как в слове laev «корабль»
- /ai/ как в слове vaip «ковёр»
- /ao/ как в слове kaotus «потеря»
- /au/ как в слове saun «баня»
- /ea/ как в слове eakas «пожилой»
- /ei/ как в слове leib «хлеб»
- /eo/ как в слове peoleo «иволга»
- /eu/ как в слове neutron «нейтрон»
- /iu/ как в слове kiusama «дразнить»
- /oa/ как в слове oad «бобы»
- /oe/ как в слове poeg «сын»
- /oi/ как в слове koi «моль»
- /ui/ как в слове kuidas «как»
- /ye/ как в слове püeliit «пиелит»
- /yi/ как в слове lüüa «бить»
- /yø/ как в слове püörröa «пиорея»
- /æe/ как в слове päev «день»
- /æi/ как в слове käima «ходить», «бывать»
- /æo/ как в слове näotu «невзрачный»
- /æu/ как в слове räuskama «собачиться»
- /øa/ как в слове söakus «смелость»
- /øe/ как в слове söeke «уголёк»
- /øi/ как в слове öine «ночной»
- /ɯe/ как в слове nõel «булавка»
- /ɯi/ как в слове põime «сплетение»
- /ɯo/ как в слове lõoke «жаворонок»
- /ɯu/ как в слове õun «яблоко»

восходящие
- /ɪa/ как в слове peatus «остановка»

## Французский
Дифтонги во французском языке:
- /wa/ как в слове roi
- /wi/ как в слове oui
- /ɥi/ как в слове huit
- /jɛ̃/ как в слове bien
- /jɛ/ как в слове Ariège
- /aj/ как в слове Travail
- /ej/ как в слове Marseille
- /œj/ как в слове Feuille
- /uj/ как в слове Grenouille

Все эти дифтонги во французском языке обычно считаются  сочетанием гласного и полугласного.

## Немецкий
В стандартном немецком языке имеются четыре дифтонга, которые на письме могут выражаться различными знаками:
- au /aʊ̯/ — как в словах Haus (дом), Maus (мышь)
- ei, ai, ey, ay /aɪ̯/ — как в словах Reich (рейх), Leipzig (Лейпциг), Bayern (Бавария)
- eu, äu /ɔʏ̯/ — как в словах neu (новый), Häuser (дома́)
- ui /ʊɪ̯/ — как в слове pfui (фуй; тьфу)

На конце слогов гласный звук /ɐ/ может в качестве варианта языковой нормы также произноситься на месте согласного ауслаута /ʁ/ (выражаемого на письме буквой  «r»), что также может приводить к образованию дифтонгов:
- /iˑɐ̯/ — как в словах wir (мы), Bier (пиво)
- /yˑɐ̯/ — как в словах für (для) и Tür (дверь)
- /uˑɐ̯/ — как в словах nur (только) и Uhr (часы)
- /eˑɐ̯/ — как в словах Meer (море) и leer (пусто)
- /ɛˑɐ̯/ — как в словах Bär (медведь) и er (он)
- /aːɐ̯/ — как в слове Haar (волосы)
- /aˑɐ̯/ — как в слове hart (жёсткий)
- /øˑɐ̯/ — как в слове Frisör (парикмахер)
- /oˑɐ̯/ — как в слове Ohr (ухо).

Некоторые дифтонги бернского диалекта, относящегося к швейцарскому немецкому:
- /iə/ как в слове Bier 'пиво'
- /yə/ как в слове Füess 'ступни'
- /uə/ как в слове Schue 'обувь'
- /ow/ как в слове Stou 'поддержка'
- /aw/ как в слове Stau 'конюшня'
- /aːw/ как в слове Staau 'сталь'
- /æw/ как в слове Wäut 'мир'
- /æːw/ как в слове wääut 'выбирает'
- /ʊw/ как в слове tschúud 'вина'

## Венгерский
В стандартном венгерском языке нет дифтонгов, хотя большинство говорящих произносит буквы «au» в некоторых словах (напр., «autó» и «augusztus») как один слог, схожий с дифтонгом /ɑw/. В других словах эти буквы обычно читаются раздельно (как в слове «kalauz»).
С другой стороны, существуют различные дифтонги в венгерских диалектах.

## Вьетнамский
Во вьетнамском языке имеется три дифтонга: «ia» («iə» или iʌ), «ưa» («ɨə» или «ɨʌ»), «ua» («uə» или «uʌ»). Все они являются нисходящими.

## Исландский
Дифтонги в исландском языке:
- /aw/ как в слове já, «да»
- /jɛ/ как в слове vél, «машина»
- /ow/ как в слове nóg, «достаточно»
- /øɥ/ как в слове auga, «глаз»
- /aj/ как в слове hæ, «привет»
- /ej/ как в слове þeir, «они»

## Норвежский
В норвежском языке пять дифтонгов:
- /æɪ/ как в слове nei, «нет»
- /øʏ/ как в слове øy, «остров»
- /æʉ/ как в слове sau, «овца»
- /ɑɪ/ как в слове hai, «акула»
- /ɔʏ/ как в слове joik, «йойк (саамская песня)»

Существует также дифтонг /ʉʏ/, но он встречается лишь в слове «hui» из выражения «i hui og hast» («в сильной спешке»).

## Итальянский
Дифтонги в стандартном итальянском языке:
нисходящие
- /ai/ как в слове avrai
- /ei/ как в слове dei (предлог)
- /ɛi/ как в слове direi
- /oi/ как в слове voi
- /ɔi/ как в слове poi
- /au/ как в слове pausa
- /eu/ как в слове Europa
- /ɛu/ как в слове feudo

восходящие
- /ja/ как в слове piano
- /je/ как в слове ateniese
- /jɛ/ как в слове piede
- /jo/ как в слове fiore
- /jɔ/ как в слове piove
- /ju/ как в слове più
- /wa/ как в слове guado
- /we/ как в слове quello
- /wɛ/ как в слове guerra
- /wi/ как в слове qui
- /wo/ как в слове liquore
- /wɔ/ как в слове nuoto

Другие сочетания ([ui], [iu], [ii]) грамматисты часто считают случаями хиатуса; тем не менее они часто в фонетическом отношении являются истинными дифтонгами, например в поэзии и обиходной речи.

## Северносаамский
Система дифтонгов в северносаамском языке различна в разных диалектах. Диалекты Западного Финнмарка имеют четыре дифтонга:
- /eæ/ как в слове leat «быть»
- /ie/ как в слове giella «язык»
- /oa/ как в слове boahtit «приходить»
- /uo/ как в слове vuodjat «плавать»

В количественном отношении северно-саамский различает три вида дифтонгов: долгие, краткие и конечноударные. Последние отличаются от долгих и кратких дифтонгов долгим и ударным вторым компонентом. Долгота дифтонгов не обозначается на письме.

## Португальский
Нисходящие дифтонги со слабым гласным /i/ и /u/ часто встречаются в португальском языке. Восходящие дифтонги со слабым гласным /i/ и /u/ встречаются реже, и многие из них могут быть квалифицированы как хиатусы (напр., «fé-rias» [как дифтонг] и «fé-ri-as» [как хиатус]: оба варианта анализа грамматически допустимы). Разница между восходящими дифтонгом и хиатусом не фонематична; первые обычно встречаются в разговорной речи, а вторые — в аккуратном произношении. Существуют также трифтонги (напр., /uai/ как в слове «Paraguai», или /iau/ как в слове «miau»). Могут встречаться и более длинные последовательности гласных, но они квалифицируются как простая последовательность гласных или дифтонгов. Как и монофтонги, дифтонги делятся на две группы: оральные и назальные.
В португальском языке различаются:
оральные нисходящие дифтонги
- /ai/ как в слове pai
- /ei/ как в слове peito
- /ɛi/ как в слове papéis (бразильский)
- /oi/ как в слове coisa
- /ɔi/ как в слове mói
- /ui/ как в слове fui
- /au/ как в слове mau
- /eu/ как в слове seu
- /ɛu/ как в слове céu
- /ou/ как в слове roupa (в некоторых бразильских и северно-португальских диалектах)
- /ae/ как в слове Caetano

оральные восходящие дифтонги
- /ia/ как в слове férias
- /ie/ как в слове série
- /io/ как в слове sério
- /iu/ как в слове viu
- /ea/ как в слове áurea
- /eo/ как в слове cetáceo
- /oa/ как в слове nódoa
- /ua/ как в слове água
- /ue/ как в слове agüentar
- /uo/ как в слове quota

назальные дифтонги;
- /ɐ̃ĩ/ как в слове mãe
- /ẽĩ/ как в слове bem
- /õĩ/ как в слове põe
- /ũĩ/ как в слове muita
- /ɐ̃ũ/ как в слове são

## Румынский
В румынских нисходящих дифтонгах встречается два полугласных, а в восходящих — четыре. См. также en:Romanian phonology.
нисходящие:
- /aj/ как в слове mai
- /aw/ как в слове dau
- /ej/ как в слове lei
- /ew/ как в слове leu
- /ij/ как в слове mii (не имеет вокального скольжения, но тем не менее, является дифтонгом)
- /iw/ как в слове fiu
- /oj/ как в слове goi
- /ow/ как в слове nou
- /uj/ как в слове pui
- /əj/ как в слове răi
- /əw/ как в слове rău
- /ɨj/ как в слове câine
- /ɨw/ как в слове râu

восходящие:
- /e̯a/ как в слове stea
- /e̯o/ как в слове George
- /ja/ как в слове ziar
- /je/ как в слове fier
- /jo/ как в слове chior
- /ju/ как в слове iubit
- /o̯a/ как в слове oameni
- /wa/ как в слове ziua
- /wə/ как в слове două

## Испанский
Дифтонги в испанском языке:
нисходящие:
- /ai/ как в слове hay
- /ei/ как в слове rey
- /oi/ как в слове hoy
- /ui/ как в слове muy
- /au/ как в слове jaula
- /eu/ как в слове feudo

восходящие:
- /ja/ как в слове comedia
- /je/ как в слове tierra
- /jo/ как в слове dio
- /ju/ как в слове ciudad
- /wa/ как в слове guante
- /we/ как в слове fuego
- /wi/ как в слове pingüino
- /wo/ как в слове ambiguo

## Монгольские языки
Дифтонги встречаются во всех монгольских языках, кроме ойратского, дунсянского и монгорского языков.

## Якутский язык
Дифтонги в якутском языке:
- /ɯa/ как в слове Ыhыах
- /uo/ как в слове уол, «мальчик»
- /ie/ как в слове биэс, «пять»
- /yø/ как в слове күөл, «озеро»

## Японский язык
Некоторые авторы выделяют дифтонги и в японском языке:
- [ai] — как в слове あかい (красный)
- [ɯi] — как в слове ういが (первенец).

Все дифтонги в японском нисходящие, то есть первый гласный сильный, второй слабый. В современном японском дифтонга [ei] как такового нет. Сочетание [e] и [i] произносится как долгое «э». Следует заметить, что сочетание [a] и [ɯ] не всегда образуют дифтонги.

## Отсутствие дифтонгов
Дифтонги, как правило, отсутствуют в венгерском, японском и русском языке, поэтому при заимствовании в эти языки обычно дифтонг или разбивается на два монофтонга или неслоговая гласная превращается в согласную, хотя иногда бывает и наоборот. 